# 삼악산성지
삼악산성지(三岳山城址)는 강원특별자치도 춘천시 서면에 있는 산성지이다. 1984년 6월 2일 강원특별자치도의 문화재자료 제50호로 지정되었다.

## 개요
삼악산성은 삼악산의 능선 계곡 왼쪽 정상을 따라 쌓은 성이다. 삼악산은 춘천-서울간 역로(驛路)였던 곳으로, 석파령을 내려다보는 곳에 천연의 험준한 산세를 이용하여 마주보고 있는 두 정상의 능선을 따라 산성을 쌓았다.
태봉국을 세운 궁예가 철원에서 왕건에게 패하고 샘밭 삼한골을 거쳐 이곳에 성을 쌓아 피신처로 이용했다는 전설이 전해 온다. 또 삼국시대 이전에 춘천지역에 있던 부족국가인 맥국(貊國) 사람들이 쌓은 성이라는 설도 있다.
산성의 길이는 약 5km로, 성벽은 동쪽에서 남서쪽으로 길게 뻗어 자연석을 이용하여 자연 지형에 따라 높이 1∼3m로 쌓았다.
성 주변에서 옛 그릇 조각과 기와 조각이 많이 발견되었으며, 흥국사, 망국대, 대궐터, 기와를 굽던 ‘와대기’등 의미있는 옛 지명들이 전해온다.

## 현지 안내문
이 산성은 삼악산 정상(954m) 서남쪽 지대에 골짜기를 둘러쌓았다. 산성 북서쪽으로는 과거 춘천에서 덕두원을 거쳐 가평·서울로 왕래하는 역로인 석파령이 있다.
내성과 외성으로 나뉘어 있는데, 내성의 둘레는 약 2km 정도이며 외성은 약 4km이다. 내성은 삼악산 정상 서남쪽 봉우리(632m)를 중심으로 동남쪽 공간에 축조되었는데, 대궐터가 그 중심이다. 외성은 삼악산 정상의 서남쪽 공간을 둘러쌓았는데 중앙부에는 흥국사 쪽에서 등선폭포로 이어지는 계곡이 있다. 내성은 외성보다 이른 시기에 축조되었으며, 대략 후삼국시대를 전후한 시기에 축조되어 고려시대를 거치면서 개수되어 사용된 것으로 추정된다. 외성의 경우 고려말 왜구가 내륙으로 진입하여 춘천을 거쳐 가평까지 이르게 되자 그 주요 도로 인근에 위치한 이 산성을 급히 개수·확장해 대비하였던 것으로 추정된다.
이 산성지는 918년(경명왕 2년) 태봉의 궁예가 철원에서 왕건에게 패하고 피신하여 사용한 근거지로, 또는 삼한시대 벽국의 성터라는 전설이 있다.

## 같이 보기
- 삼악산

## 참고 자료
- 삼악산성지 - 국가유산청 국가유산포털